# So Far Gone (Mixtape)
So Far Gone ist das dritte offizielle Mixtape des kanadischen Rappers Drake und wurde am 13. Februar 2009 veröffentlicht. Auf dem Mixtape sind Gastmusiker wie Omarion, Lloyd, Lykke Li, Lil Wayne und Bun B vertreten.

## Rezeption
So Far Gone erhielt im Allgemeinen gute Kritiken, vor allem für seinen Mix aus Melodie und „gewandten Texten“. Manche Kritiker sahen allerdings eine Kopie von 808s & Heartbreak von Kanye West. Julian Benbow schrieb im Boston Globe: „So Far Gone suggests what 808s & Heartbreak would sound like if Kanye West could sing. But where West comes across as a bitter man lashing out, Drake sounds like a kid at the cross section of stardom, dazed by how he got there and unsure how it will play out.“ Das Mixtape half auch, die Karrieren der Produzenten Noah “40” Shebib, Boi-1da und T-Minus zu starten.

## Titelliste
| #  | Titel                        | Feature(s)             | Länge |
| -- | ---------------------------- | ---------------------- | ----- |
| 1  | Lust for Life                |                        | 2:56  |
| 2  | Houstatlantavegas            |                        | 4:51  |
| 3  | Successful                   | Trey Songz & Lil Wayne | 6:14  |
| 4  | Let’s Call It Off            | Peter Bjorn & John     | 3:54  |
| 5  | November 18th                |                        | 3:07  |
| 6  | Ignorant Shit                | Lil Wayne              | 5:04  |
| 7  | A Night Off                  | Lloyd                  | 3:14  |
| 8  | Say What’s Real              |                        | 3:51  |
| 9  | Little Bit                   | Lykke Li               | 3:50  |
| 10 | Best I Ever Had              |                        | 4:18  |
| 11 | Unstoppable                  | Santigold & Lil Wayne  | 3:30  |
| 12 | Uptown                       | Bun B & Lil Wayne      | 6:22  |
| 13 | Sooner Than Later            |                        | 4:22  |
| 14 | Bria’s Interlude             | Omarion                | 2:19  |
| 15 | The Calm                     |                        | 4:04  |
| 16 | Outro                        |                        | 2:55  |
| 17 | Brand New                    |                        | 3:35  |
| 18 | Congratulations (Bonustrack) |                        | 5:32  |

Samples:
- Lust For Life ähnelt Ideas as Opiates von Tears for Fears.
- Lets Call It Off ähnelt Let’s Call It Off von Peter Bjorn & John.
- November 18th ähnelt June 27 von DJ Screw, Da Streets Ain’t Right von Kris Kross und Warning von The Notorious B.I.G.
- Ignorant Shit ähnelt Ignorant Shit von Jay-Z, Between the Sheets von The Isley Brothers und Big Poppa von The Notorious B.I.G.
- Say What’s Real ähnelt Say You Will von Kanye West.
- Little Bit ähnelt Little Bit von Lykke Li.
- Best I Ever Had ähnelt Fallin’ in Love von Hamilton, Joe Frank & Reynolds.
- Unstoppable ähnelt Unstoppable von Santigold.
- Uptown ähnelt Uptown Girl von Billy Joel.
- Bria’s Interlude ähnelt Friendly Skies von Missy Elliott.
- Outro ähnelt The Tourist von Gonzales.
- Congratulations ähnelt Viva la Vida von Coldplay.

## Auszeichnungen
- MTV’s Hottest Mixtape of the Year
- Complex’s #3 Best Albums of 2009
- Complex’s #5 Best Mixtape Album of the Decade